# 巴貝島
巴貝島（英語：Babe Island），是南極洲的島嶼，位於南喬治亞群島，處於科布勒斯灣入口處，在1929年由英國研究隊繪入地圖和命名，由英國海外領土管轄。